# L'arma della gloria
L'arma della gloria (Gun Glory) è un film statunitense del 1957 diretto da Roy Rowland.
Il film è basato sul romanzo del 1955  Man of the West di Philip Yordan.

## Trama
Tom Early torna nella città del Wyoming dove una volta viveva con sua moglie e suo figlio. Nell'emporio, il proprietario Wainscott è infastidito quando crede che la commessa Jo stia flirtando con Early.
Nel suo vecchio ranch, Early trova la tomba di sua moglie, e suo figlio di 17 anni, Tom Jr., un giovane immaturo e infantile amareggiato nei confronti del padre per aver abbandonato lui e la madre.
Jo accetta un lavoro come governante al ranch di Early. Resiste alle avances di Tom Jr., il cui risentimento nei confronti di suo padre cresce. Quando vanno in chiesa, Wainscott gli mette contro la congregazione del predicatore, insinuando che Jo vive nel ranch di Tom "nel peccato".
La gente di città ha però bisogno di aiuto quando gli uomini armati che lavorano per il malvagio allevatore Grimsell tendono un'imboscata a uno di loro. Si forma una squadra, ma quando arriva Early, il predicatore sta morendo e Tom Jr. è ferito.
Tom usa la dinamite per avviare una frana, facendo precipitare il bestiame di Grimsell e uccidendo alcuni dei suoi uomini. In una resa dei conti, Early combatte con Gunn, uno degli uomini di Grimsell, e appena in tempo, Tom Jr. viene in suo soccorso. Alla fine tornano entrambi a casa, da una Jo rasserenata.

## Produzione
Il film, diretto da Roy Rowland (padre di Steve Rowland che nel film interpreta Tom Early Jr.) su una sceneggiatura di William Ludwig e un soggetto di Philip Yordan (autore del romanzo), fu prodotto da Nicholas Nayfack per la Metro-Goldwyn-Mayer e girato in California da inizio novembre 1956 a metà gennaio 1957. Il brano della colonna sonora The Ninety and Nine, cantato da Burl Ives, fu composto da Elizabeth C. Clephane (parole) e Ira David Sankey (musica).

## Distribuzione
Il film fu distribuito con il titolo Gun Glory negli Stati Uniti nell'agosto del 1957 (première a New York il 19 luglio 1957) al cinema dalla Metro-Goldwyn-Mayer (tramite la sussidiaria Loew's).
Altre distribuzioni:
- in Svezia il 5 agosto 1957 (Landet bortom lagen)
- in Finlandia il 28 febbraio 1958 (Silmää nopeampi)
- in Germania Ovest il 27 marzo 1958 (Schlucht des Verderbens)
- in Francia il 23 aprile 1958 (Terreur dans la vallée)
- in Danimarca il 20 luglio 1959 (Bjergenes ensomme rytter)
- in Danimarca il 12 settembre 1966 (redistribuzione)
- in Brasile (A Arma de um Bravo)
- in Spagna (El rifle del forastero)
- in Grecia (O ekdikitis tis mavris koilados)
- in Ungheria (Fegyveres dicsőség)
- in Italia (L'arma della gloria)
- nei Paesi Bassi (Kruitdamp)
- in Portogallo (A Arma Dum Bravo)
- in Jugoslavia (Slavni revolveras)

## Critica
Secondo il Morandini il film è un "mediocre western di serie B".

## Promozione
Le tagline sono:
- FASTER THAN "THE FASTEST GUN ALIVE"!
- He gave her a home when the town kicked her out!
- With rifle or pistol - he was the fastest deadliest shot of the western plains!
- The canyon pass dynamited by amazing strategy! Thousands of cattle in a frenzied stampede! Men and horse in the path of destruction!
- BLAZING WESTERN DRAMA OF GUNS AND GLORY!